# 明石康
明石 康（あかし やすし、1931年〈昭和6年〉1月19日 - ）は、日本の外交官、国際公務員、政治家。特定非営利活動法人　Reach Alternatives（REALs）顧問、国際教養大学名誉教授、同大学トップ諮問会議委員、名城大学アジア研究所名誉所長、群馬県立女子大学外国語教育研究所所長、京都文教学園学術顧問、神戸大学特別顧問・特別教授。国際連合事務次長や国際連合事務総長特別代表を歴任。

## 人物・来歴

### 生い立ち
戦国時代のキリシタン武将の明石全登の子孫であるといわれている。母親の実家は、忠犬ハチ公の生家であった。
秋田県北秋田郡扇田町（現在の大館市比内町扇田）出身。築山小学校在学時に秋田市に移住。県立秋田中学校（現在の秋田県立秋田高等学校）から旧制山形高校（現在の山形大学人文学部および理学部）を経て、東京大学に進学。1954年東京大学教養学部アメリカ学科を卒業後、フルブライト留学生として渡米し、バージニア大学大学院を修了、コロンビア大学で学ぶ。25歳の時、重光葵による日本の国連加盟受諾演説を傍聴席で直接観たと語っている。

### 国際公務員として

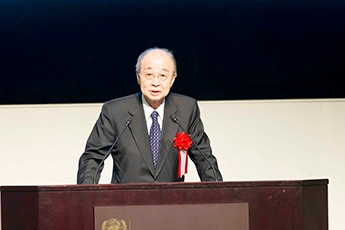
2016年12月19日、国連加盟60周年記念行事にて

タフツ大学フレッチャースクール博士課程在学中の1957年に、日本人として初めて国連の専門職員に採用され、国連事務局の政治安保理局政務担当官となる。もともと米国留学は研究者を志してのものであり、国連勤務も一時的なものと考えていたというが、日本人国連職員の草分けとして国連に17年勤務。1974年、日本国の外務省に転じ、国際連合日本政府代表部参事官、公使、大使を歴任した（1979年まで）。1979年、国連に復帰し、事務次長（広報担当、軍縮担当、人道問題担当）に就任。1992年には国際連合カンボジア暫定統治機構（UNTAC）事務総長特別代表に就任、カンボジア和平につとめた。
1994年には当時進行中であったユーゴスラビア紛争収拾のため旧ユーゴ問題担当・事務総長特別代表に就任する。文官として国際連合保護軍（UNPROFOR）の最高指揮権を附与されていたが、ボスニアにおいて攻勢を強めるセルビア人勢力への対応について指導力・決断力を発揮し得なかった。これについてアメリカ人ジャーナリストのデービッド・ローデは明石ら当時のNATO軍指導部の対応が結果的にスレブレニツァの虐殺事件発生を招いたとして批判した。元アメリカ国連大使ジーン・カークパトリックは2003年6月、ワシントンで行われたシンクタンクのアメリカン・エンタープライズ研究所（AEI）主催の講演会で「ヤスシ・アカシという人物は災禍だった。国連の歴史にも特筆される大災禍だった。アカシのためにボスニアでの平和維持活動（PKO）は歴史上でも最も効率の悪い軍事行動となってしまったのだ」と批判した。
ただし、明石自身は自分だけの責任ではないと反論している。国連保護軍は当初オランダ軍中心の700名程度しか動員されておらず、その後の増派要請3万人を大きく下回る7,600人しか安保理で認められなかった。スレブレニツァの虐殺に際して空爆が即時に実行されなかった点については、現場からのNATOへの空爆要請が明石まで届くのが遅れていたのであって、自身は10分以内に空爆を承認していたと回想している。空爆が小規模にとどまったのも、空爆開始から1時間後にオランダ国防省から中止要請が入ったためであったという。明石によれば、明石とともに空爆実行の判断をしていたベルナルド・ジャンビエ国連保護軍総司令官（フランス軍中将）も、空爆承認の是非について同じ認識だったという。明石は自身はスケープゴートにされたのだと後に述べている。
1999年、広島市立大学付属広島平和研究所所長に就任するも即時退任。4月には自民党・公明党の支持を受けて東京都知事選挙に出馬したものの、石原慎太郎に大差で敗れ当選には至らなかった。
2000年には、杉原千畝生誕100年記念事業委員会の委員長として活躍。杉原千畝の国際社会への紹介と顕彰に努めたことでも知られる。
2000年に秋田県国際系大学検討委員会委員、2002年に創設準備委員会委員を務め、2004年の国際教養大学の開学に尽力した。
2001年には、群馬県立女子大学外国語研究所所長に就任。また、同研究所が主催する高校生のグローバル人材育成事業「明石塾」の塾長も務めている。
2006年より、スリランカ問題担当の日本政府代表としてスリランカでの同国政府とLTTEとの和平構築、復興にあたっている。また、2007年より、国際協力NGOジョイセフ（家族計画国際協力財団）の会長に就任している。
2011年より、中国と日本の関係改善を目指すフォーラム「東京－北京フォーラム」の日本側実行委員長に就任。

## 略歴
- 1957年 - 国連職員に採用
- 1974年 - 外務省国連日本政府代表部参事官就任
- 1979年 - 国連広報担当事務次長就任
- 1992年 - 国際連合カンボジア暫定統治機構（UNTAC）国連事務総長特別代表就任
- 1994年 - 旧ユーゴ問題担当・国連事務総長特別代表就任
- 1995年 - 国連事務総長特別顧問に就任
- 1996年 - 人道問題担当国連事務次長就任。
- 1997年12月 - 国連退任。
- 2000年7月 - 日朝国交促進国民協会に参加
- 2001年 - 群馬県立女子大学外国語教育研究所所長に就任。
- 2004年11月 - 旭日大綬章を受章。
- 2007年3月 - 国際協力NGOジョイセフの会長に就任。
- 2009年3月 - 国際文化会館理事長に就任。
- 2011年 - 国際教養大学名誉教授
- 2013年4月 - 神戸大学特別顧問、特別教授に就任。
- 2017年4月 - 金沢大学特別教授に就任。
- 2019年4月 - 公益財団法人国立京都国際会館理事長に就任。

## 社会的活動
- 国立大学法人東京外国語大学経営協議会委員
- 東京外国語大学国際学術戦略本部アドバイザリー・コミティ委員

## 著書
- 『国際連合』岩波書店〈岩波新書〉、1965年3月20日。NDLJP:3010554。
- 『国連ビルの窓から 国際社会に生きる一日本人の意見と回想』サイマル出版会、1984年2月。NDLJP:11893318。
- 『国際連合 その光と影』岩波書店〈岩波新書〉、1985年12月20日。NDLJP:11893515。
- 『国連から見た世界 国際社会の新秩序を求めて』（1992年、サイマル出版会）
- An Agenda for Hope: The U.N. in a New Era（1993年、Simul Press）
- 『忍耐と希望 カンボジアの560日』（1995年、朝日新聞社）
- 『私のPKO 明石康インタビュー』吉村信亮編（1996年、東京新聞出版局）
- 『平和へのかけ橋』（1996年、講談社）
- 『生きることにも心せき 国際社会に生きてきたひとりの軌跡』（2001年、中央公論新社）
- 『国際連合 軌跡と展望』（2006年、岩波新書）
- 『戦争と平和の谷間で 国境を超えた群像』（2007年、岩波書店）
- 『カンボジアPKO日記 1991年12月〜1993年9月』（2017年、岩波書店）

### 共著
- 『サムライと英語』（NHK「英語でしゃべらナイト」取材班共著 2004年、角川oneテーマ21）」
- 『「独裁者」との交渉術』（木村元彦インタビュー 2010年 集英社新書）

### 編著
- 『日本の立ち位置を考える 連続シンポジウム』（2001年、岩波書店）
- 『日本と国連の50年 オーラルヒストリー』（高須幸雄,野村彰男,大芝亮,秋山信将共編著 2008年、ミネルヴァ書房）

### 監修
- 『国連に生きる／日本人国連職員の体験記』（1984年、世界の動き社）